# دوایت (داکوتای شمالی)
دوایت(به انگلیسی: Dwight) شهری در ایالت داکوتای شمالی کشور ایالات متحده آمریکا است که جمعیت آن در سرشماری سال ۲۰۱۰ میلادی، ۸۲ نفر بوده‌است.